# Lara Flynn Boyle
Lara Flynn Boyle (Davenport (Iowa), 24 maart 1970) is een Amerikaans actrice die bekend werd door de televisieserie Twin Peaks uit 1990.

## Levensloop

### Jonge jaren
Boyle werd geboren als dochter van de 21-jarige Sally Boyle. Ze is vernoemd naar de rol van Julie Christie in de film Dr. Zhivago. Moeder en dochter hadden het thuis niet breed en om rond te kunnen komen, had Sally drie banen. Ze is opgegroeid in Chicago (Illinois) en Wisconsin. Boyle was als kind erg verlegen, en om dit te overwinnen ging ze onder andere op Iers volksdansen. Tijdens haar jeugd bleek dat ze last had van onder meer dyslexie en leerproblemen. Boyle knokte echter hard om haar opleiding te voltooien en uiteindelijk studeerde ze af aan de Chicago Academy for the Arts. De dag nadat ze geslaagd was, verhuisden ze naar Los Angeles.

### Carrière
In 1986 kreeg ze haar eerste rol in de film Ferris Bueller's Day Off. Bij de montage werd haar rol er echter uitgeknipt. Ondanks dit werd ze toch opgenomen in de Screen Actors Guild, een vakbond voor filmacteurs. Haar eerste optreden als actrice kwam met de miniserie America uit 1987. In datzelfde jaar kreeg ze een gastrol in de eerste aflevering van de serie Sable. In 1988 kwam haar eerste filmrol in de film Poltergeist III, waarin ze Donna Gardner speelde.
In 1990 kwam haar grote doorbraak toen ze Donna Hayward speelde in de veelgeprezen serie Twin Peaks. Boyle had zich nu definitief gevestigd als actrice. Toen David Lynch, de maker van de serie, een film over de serie wilde maken, weigerde ze vanwege de andere rollen die ze aangeboden had gekregen. Hierdoor is haar rol overnomen door actrice Moira Kelly. In de jaren die volgden was ze regelmatig op televisie of het witte doek te zien, waaronder in Wayne's World (1992), Where the Day Takes You (1992), Red Rock West (1993) en Afterglow (1997). Voor deze laatste film won ze samen met Julie Christie, Nick Nolte en Johnny Lee Miller de juryprijs voor beste cast tijdens het internationaal filmfestival van Fort Lauderdale.

In 1997 deed Boyle auditie voor de titelrol in de serie Ally McBeal. Ze kreeg de rol niet, ten gunste van Calista Flockhart, maar ze had een grote indruk bij David E. Kelly achtergelaten zodat hij voor haar de rol van DA Helen Gamble creëerde in de bekroonde advocatenserie The Practice. In 1999 leverde dit haar een Emmy-nominatie op en in 1999, 2000 en 2001 een nominatie voor best ensemble met de andere castleden op de Screen Actors Guild Awards. In 2003 werd ze, samen met andere castleden, ontslagen in een poging de kosten terug te dringen en de serie te vernieuwen. In 2004 verdween de serie helemaal van de televisie.

In 2002 speelde Boyle in de blockbuster Men in Black II. Ondanks het succes van de film werd ze genomineerd voor een Razzie Award in de categorie slechtste vrouwelijke bijrol.

## Nominaties en prijzen
Hieronder de prijzen waarvoor Boyle genomineerd is. Wanneer een prijs goud gearceerd is, heeft ze deze ook gewonnen.
| Emmy Awards | Emmy Awards  | Emmy Awards                                |
| ----------- | ------------ | ------------------------------------------ |
| Jaar        | Titel        | Categorie                                  |
| 1999        | The Practice | Beste vrouwelijke bijrol in een dramaserie |

| Fort Lauderdale International Filmfestival | Fort Lauderdale International Filmfestival | Fort Lauderdale International Filmfestival |
| ------------------------------------------ | ------------------------------------------ | ------------------------------------------ |
| Jaar                                       | Titel                                      | Categorie                                  |
| 1997                                       | Afterglow                                  | Best Ensemble Cast (Jury Award)            |

| Independent Spirit Awards | Independent Spirit Awards | Independent Spirit Awards |
| ------------------------- | ------------------------- | ------------------------- |
| Jaar                      | Titel                     | Categorie                 |
| 1994                      | Equinox                   | Best Supporting Female    |

| National Board of Review | National Board of Review | National Board of Review   |
| ------------------------ | ------------------------ | -------------------------- |
| Jaar                     | Titel                    | Categorie                  |
| 1998                     | Happiness                | Best Acting by an Ensemble |

| Razzie Awards | Razzie Awards   | Razzie Awards            |
| ------------- | --------------- | ------------------------ |
| Jaar          | Titel           | Categorie                |
| 2003          | Men in Black II | Worst Supporting Actress |

| Screen Actors Guild Awards | Screen Actors Guild Awards | Screen Actors Guild Awards                                |
| -------------------------- | -------------------------- | --------------------------------------------------------- |
| Jaar                       | Titel                      | Categorie                                                 |
| 1999                       | The Practice               | Uitstekende prestatie door een ensemble in een dramaserie |
| 2000                       | The Practice               | Uitstekende prestatie door een ensemble in een dramaserie |
| 2001                       | The Practice               | Uitstekende prestatie door een ensemble in een dramaserie |

| Soap Opera Digest Awards | Soap Opera Digest Awards | Soap Opera Digest Awards        |
| ------------------------ | ------------------------ | ------------------------------- |
| Jaar                     | Titel                    | Categorie                       |
| 1991                     | Twin Peaks               | Outstanding Heroine: Prime Time |

- Biblioteca Nacional de España: XX1081948
- Bibliothèque nationale de France: cb14041274w (data)
- Gemeinsame Normdatei: 141692863
- International Standard Name Identifier: 0000 0001 1562 1182
- Library of Congress Control Number: no96016317
- MusicBrainz: e9b1396e-d251-4c44-b93c-bd49cab6fc55
- Nationale Bibliotheek van Tsjechië: xx0067327
- Nationale Bibliotheek van Israël: 987007345601305171
- Nederlandse Thesaurus van Auteursnamen: 136898068
- Système universitaire de documentation: 091289157
- Virtual International Authority File: 22343100
- WorldCat: E39PBJvCVMc67m8Rcq3JTj6xjC